# The O'Reilly Factor
The O'Reilly Factor (originalmente intitulado The O'Reilly Report e também conhecido como The Factor) foi um programa de notícias e entrevistas na televisão a cabo nos Estados Unidos. Estreou no Fox News Channel em 7 de outubro de 1996, no mesmo dia em que a rede foi lançada. O programa era apresentado por Bill O'Reilly, um comentarista independente, que discutia eventos atuais e questões políticas com diversos convidados. O último episódio foi transmitido em 21 de abril de 2017.

## Formato
Em sua maioria, The O'Reilly Factor era pré-gravado, embora ocasionalmente fosse transmitido ao vivo para cobrir notícias de última hora ou eventos especiais, como discursos presidenciais ou debates. O programa era geralmente gravado entre 17h00 e 19h00, horário da costa leste dos EUA, e transmitido nos dias úteis às 20h00 e 23h00. Era gravado "live to tape", o que significava que a gravação era interrompida para comerciais, como se o programa estivesse sendo transmitido ao vivo. Alguns convidados eram entrevistados antes do período "live to tape" e suas entrevistas eram incluídas conforme necessário. De setembro de 2004 até 11 de abril de 2017, o programa começava com a frase: "Cuidado! Você está prestes a entrar na No Spin Zone. O Factor começa agora mesmo!", seguida pela música tema, com O'Reilly dizendo: "Olá, sou Bill O'Reilly, obrigado por nos assistir esta noite", e então apresentava o tópico do primeiro segmento, seguido do "Talking Points Memo", um monólogo que geralmente era seguido por uma entrevista relacionada ao mesmo tema.
O'Reilly e seus produtores discutiam os tópicos possíveis duas vezes por semana. Entre os apresentadores convidados estavam Eric Bolling [en], Monica Crowley [en], Greg Gutfeld [en], E. D. Hill [en], Laura Ingraham, John Kasich, Michelle Malkin, Tony Snow e Juan Williams [en].

## Audiência

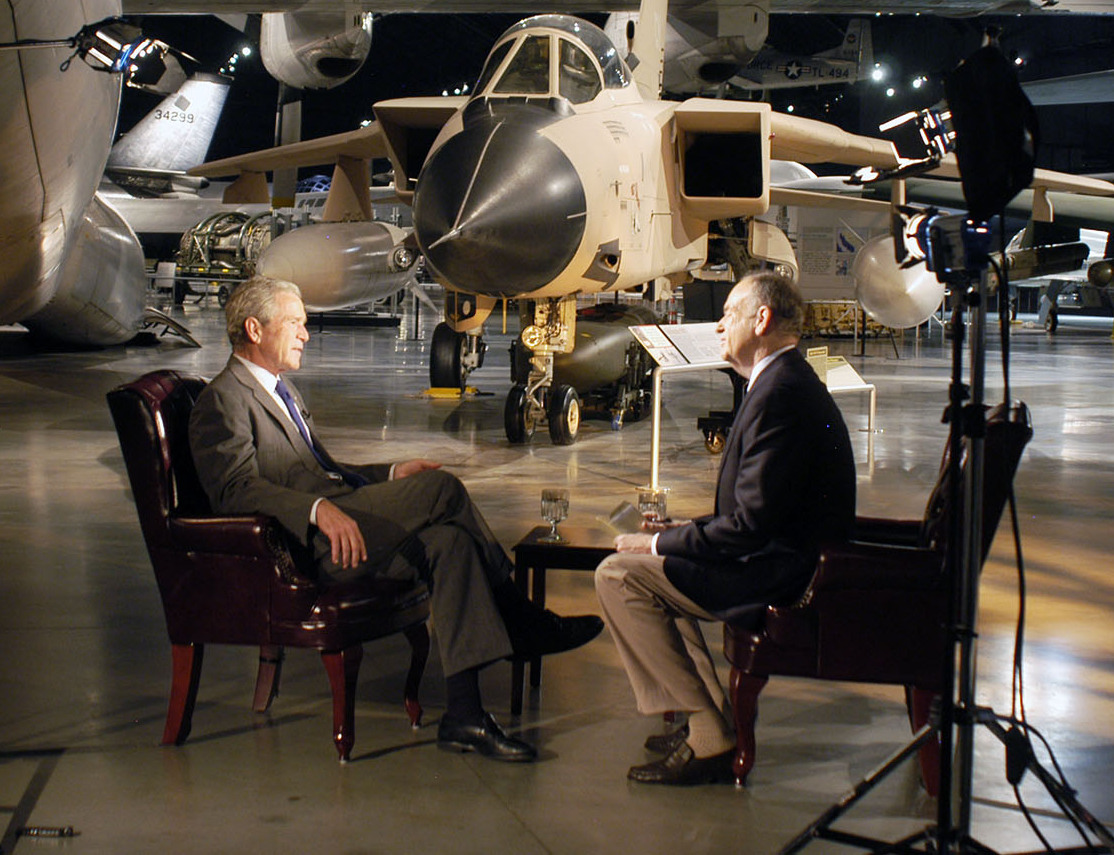
Bill O'Reilly entrevista o ex-presidente George W. Bush para o The O'Reilly Factor no Museu da Força Aérea, em 11 de novembro de 2010

No início de 2009, os índices de audiência do programa aumentaram. Em julho de 2009, Hal Boedeker escreveu em seu blog que The O'Reilly Factor atingiu o pico de 3,1 milhões de espectadores, o que representou um aumento de 37% em relação ao ano anterior. Em maio de 2014, The O'Reilly Factor ainda era o programa de notícias a cabo mais assistido, embora a média mensal de espectadores tenha caído para 2,1 milhões, com uma faixa etária média de 72 anos. Em março de 2015, o programa manteve a liderança nas classificações de notícias a cabo pelo 60º trimestre consecutivo, registrando um crescimento de 19% na audiência entre espectadores de 25 a 54 anos.
A audiência experimentou uma queda significativa após o surgimento das alegações de assédio sexual contra Bill O'Reilly em abril de 2017. Durante as férias de uma semana do apresentador, que antecederam sua demissão (quando Dana Perino foi a apresentadora convidada), a audiência caiu 26%.

## Convidados notáveis
Michelle Malkin foi uma anfitriã convidada frequente no programa. A comentarista conservadora boicotou The O'Reilly Factor em 2007 devido a comentários feitos por Geraldo Rivera sobre sua posição em relação à imigração ilegal.

### Candidatos à presidência em 2008
Os produtores da Fox News tentaram, por vários anos, fazer com que Hillary Clinton participasse do programa. Em 30 de abril de 2008, Clinton concordou em participar de uma entrevista pré-gravada, que seria transmitida dois dias depois. O apresentador também realizou uma entrevista exclusiva, em quatro partes, com o então candidato à presidência Barack Obama. Ambas as entrevistas atraíram grande atenção da mídia, pois ambos eram os principais candidatos à eleição presidencial de 2008. No mesmo ciclo eleitoral, Ron Paul e O'Reilly tiveram uma discussão sobre a questão do Irã. A candidata republicana à vice-presidência de 2008, Sarah Palin, e o candidato democrata à vice-presidência, Joe Biden, também foram convidados, mas optaram por não participar.

## Impacto cultural
Em 2005, o The Colbert Report estreou no Comedy Central, apresentando Stephen Colbert em uma paródia satírica de programas de entrevistas, como The O'Reilly Factor. O programa ridicularizava o formato de O'Reilly, seus maneirismos e sua ideologia, com Colbert referindo-se a ele como "Papa Bear". Colbert deixou claro que sua intenção era fazer uma crítica humorística ao apresentador: quando soube que O'Reilly aprovava o programa, Colbert comentou no ar: "Eu também gosto de você. Na verdade, se não fosse por você, este programa não existiria". Em 18 de janeiro de 2007, Colbert participou de The O'Reilly Factor e O'Reilly apareceu no The Colbert Report. Após a saída de O'Reilly do seu programa, o personagem interpretado por Colbert no The Colbert Report fez uma despedida satírica de O'Reilly em The Late Show with Stephen Colbert, via satélite.
The O'Reilly Factor também foi alvo de paródias no Saturday Night Live, primeiro por Jeff Richards [en] e, mais tarde, por Darrell Hammond, e posteriormente por Alec Baldwin, que interpretou tanto O'Reilly quanto Donald Trump em um mesmo sketch de entrevista. Na MADtv, o programa foi parodiado por Michael McDonald, e O'Reilly fez uma participação na atração. Richards também interpretou O'Reilly em um episódio de Mind of Mencia [en], em que o apresentador é retratado como um senador em 2016. A série The Boondocks fez uma paródia do programa, especialmente no episódio “The Trial of R. Kelly”, onde O'Reilly comenta os problemas legais de R. Kelly, e em “Return of the King”, onde O'Reilly é mostrado criticando Martin Luther King Jr. por suas declarações sobre o perdão e a reação aos ataques de 11 de setembro. Além disso, o programa australiano The Chaser's War on Everything [en] incluiu um segmento de sua segunda temporada que zombava de The O'Reilly Factor.

## Cancelamento
Após a divulgação, pelo The New York Times, de cinco acordos de assédio sexual envolvendo Bill O'Reilly e a Fox News, The O'Reilly Factor perdeu mais da metade de seus anunciantes em uma semana, com quase 60 empresas retirando seus anúncios. Apesar da perda de anunciantes, os índices de audiência do programa aumentaram durante a controvérsia. Em 11 de abril de 2017, O'Reilly anunciou que tiraria férias de duas semanas e retornaria ao programa em 24 de abril de 2017. No entanto, seus planos de retorno não se concretizaram, e ele foi demitido oito dias depois. O programa foi cancelado em seguida. As referências a O'Reilly foram removidas imediatamente do site do Fox News, com a página principal do programa sendo redirecionada para a homepage do Fox News e seu conteúdo excluído.
The O'Reilly Factor continuou por mais três episódios sem O'Reilly, com o nome do programa sendo reduzido para The Factor. Dana Perino foi a apresentadora convidada nos dias 19 e 20 de abril de 2017, e Greg Gutfeld apresentou o episódio final em 21 de abril de 2017.
No episódio de 19 de abril de 2017, Perino leu uma declaração preparada sobre a demissão de O'Reilly, que foi divulgada pela emissora no início do dia. Os motivos da demissão e as alegações de assédio sexual não foram abordados diretamente no programa, e os tópicos habituais foram discutidos. A rescisão do contrato de O'Reilly foi amplamente coberta pela mídia, incluindo MSNBC e CNN. Durante o episódio final, Gutfeld falou sobre o legado do programa e a lealdade da equipe, seguido por um segmento com Tucker Carlson. O programa terminou com a iluminação do palco sendo apagada, revelando um cenário sem qualquer identificação do programa.
A pausa de três dias permitiu à emissora reorganizar sua programação de horário nobre, com o Tucker Carlson Tonight assumindo o horário anteriormente ocupado por The O'Reilly Factor a partir de 24 de abril de 2017, enquanto o programa The Five foi transferido para as 21h00 ET.

## Páginas externas
- The O'Reilly Factor. no IMDb.